# Durango 95
Pistes de Too Tough To Die
Too Tough To Die (3/13) Wart Hog (5/13)
Durango 95 est une musique du groupe punk rock américain The Ramones. C'est la 4e piste sur 13 de l'album live Too Tough To Die. Celle-ci est instrumental, et comme beaucoup de chansons des Ramones, elle comporte très peu d'accords. Cette chanson, sortie en 1984, a ouvert les deux derniers albums live des Ramones, Loco Live et We're Outta Here!. Elle  est souvent précédée de The Good, The Bad And The Ugly et suivi de Teenage Lobotomy.
Le titre est une référence à la voiture conduite par Alex DeLarge dans le film Orange mécanique de Stanley Kubrick, une Adams Brothers Probe 16, appelée « Durango 95 » dans le film.